# جودلين افيسكا
جودلين افيسكا (بالفرنسية: Judelin Aveska)‏ (21 أكتوبر 1987 ببورت مارغوت في هايتي - ) هو لاعب كرة قدم هايتي في مركز الدفاع. شارك مع منتخب هايتي لكرة القدم. أما مع النوادي، فقد لعب مع ألماجرو وخميناسيا خوخوي وريفر بليت ونادي موهون باغان وIndependiente Rivadavia ‏ وJuventud Unida Universitario ‏.

## وصلات خارجية
- جودلين افيسكا على موقع الاتحاد الدولي (مؤرشف)  (الإنجليزية)
- جودلين افيسكا على موقع قاعدة بيانات كرة القدم.إي يو (الإنجليزية)
- جودلين افيسكا على موقع ناشيونال فوتبول تيمز (الإنجليزية)
- جودلين افيسكا على موقع Soccerway.com (الإنجليزية)
- جودلين افيسكا على موقع AS.com (الإسبانية)